# Benthothuria
Genre
Benthothuria est un genre de concombres de mer abyssaux de la famille des Synallactidae.

## Liste des genres
Selon World Register of Marine Species (25 novembre 2017) :
- Benthothuria cristata Koehler & Vaney, 1905
- Benthothuria distorta Koehler & Vaney, 1905
- Benthothuria funebris Perrier R., 1898
- Benthothuria fusiformis (Sluiter, 1901)
- Benthothuria valdiviae Heding, 1940